# セント・ジョージ要塞 (マドラス)

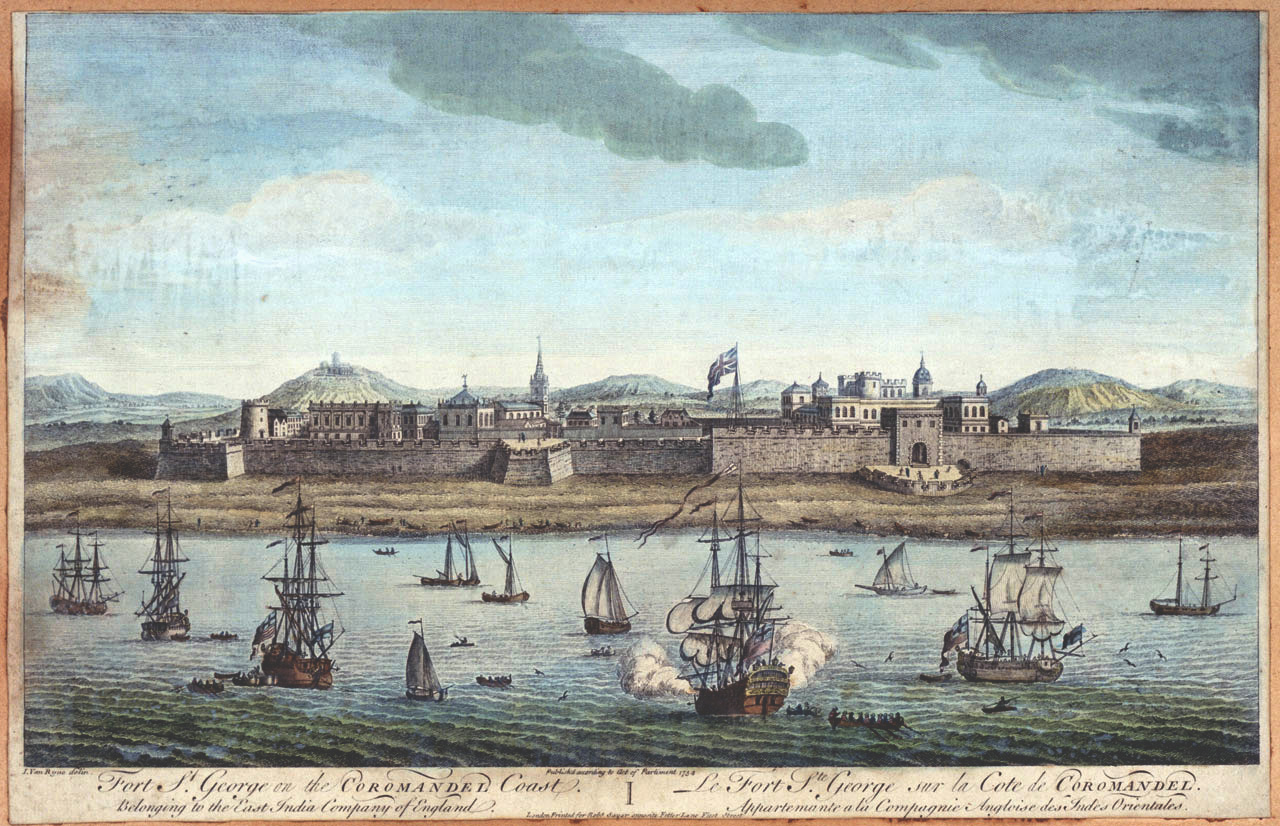
セント・ジョージ要塞スケッチ（18世紀末）

セント・ジョージ要塞（英語：Fort St. George）は、1639年にインドで初めて建設されたイギリスの交易所兼要塞。インド・チェンナイ（マドラス）の沿岸都市の基礎の築いた要塞でもある。
元々誰もいない砂漠化した場所に、さらなる入植と貿易の活性化促進のための交易所の建造を準備し、もっともらしい主張を説きイギリス東インド会社は徐々にこの町を要塞化することを進めた。

## 概要

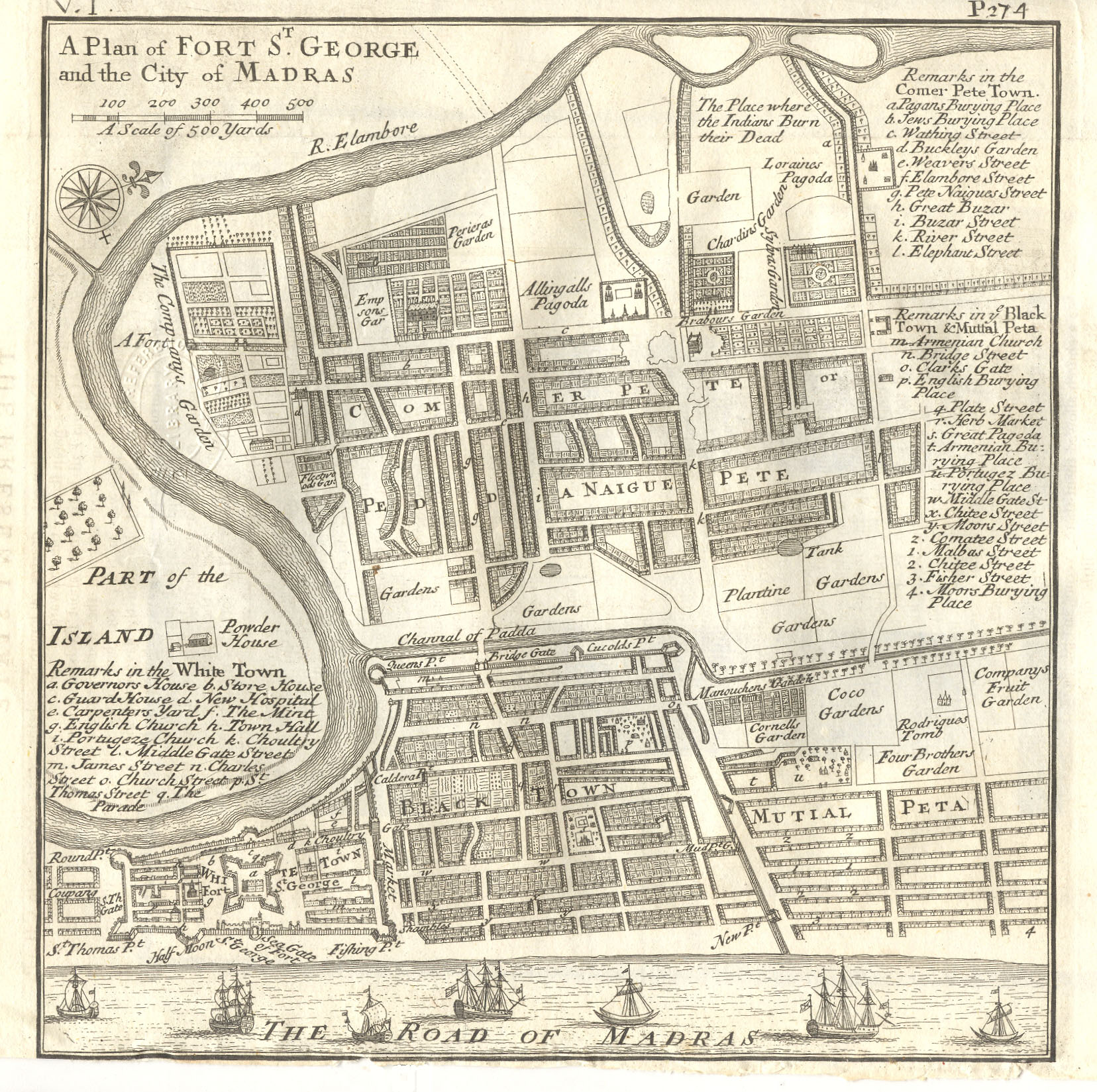
セント・ジョージ要塞とマドラス市内の地図

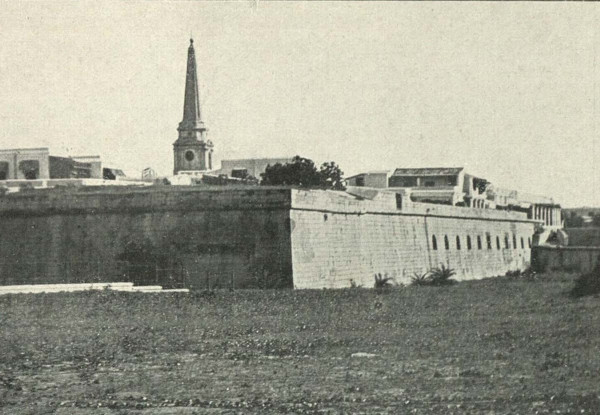
セント・ジョージ要塞（1905年）

1600年頃、貿易活動のためにインドに入ったイギリス東インド会社は、スーラトで貿易の許可が出ることで始まりそこに初期の砦を築いた。どんなに安全を確保しても香辛料貿易での貿易航路と通商事業では、マラッカ海峡に近い商港の必要性を感じていた。
1639年、イギリス東インド会社は候補地の領主ダーマルラ・ヴェンカタ・ナーヤカが独自にマドラスパッティナム（Madraspattinam、マドラス）（チェンナッパトナム(Chennappatnam) という説もある）と呼んでいたインド亜大陸沿岸部の一部を買収する事に成功し、その場に港と要塞の建設を始めた。
そして、1644年、その要塞はセント・ジョージの日と同じ4月23日に完成し、イギリスの守護聖人セント・ジョージの栄誉を祝った。このことからこの要塞は、セント・ジョージ要塞と名づけられ、海といくつかの漁村に面した立地は即、商業活動拠点になった。
要塞はジョージタウンと呼ばれた新しい入植居留地を生みイギリス東インド会社にもたらした。また要塞は農村を囲むように成長しそしてマドラスシティの構造の方向性を決定した。イギリス東インド会社はすぐにカーナティック地方へのイギリス人の入植を推し進め、アールッカードゥとシュリーランガパトナの君主ともやり取りした。同様にフランス軍もセント・ジョージ要塞に対するためポンディシェリーに拠点を置いた。
18世紀には敵からの攻撃に抵抗出来るよう、セント・ジョージ要塞は6メートルの高い壁に強化された。 また、1746年から1749年には一時的にフランスの植民地に組み入れられたが、オーストリア継承戦争終結後のアーヘンの和約を締結した後にイギリスに返還された。
今日、要塞はインド・タミル・ナードゥ州の立法議会本部として、そして南インドとアンダマン・ニコバル諸島など多様な場へ輸送を行うための軍の駐屯地として行政利用されている。その他、要塞資料館は歴代イギリス東インド会社総督の多くの写真を含む英領インドの多くの遺物を収容している。

## 要塞内の建造物

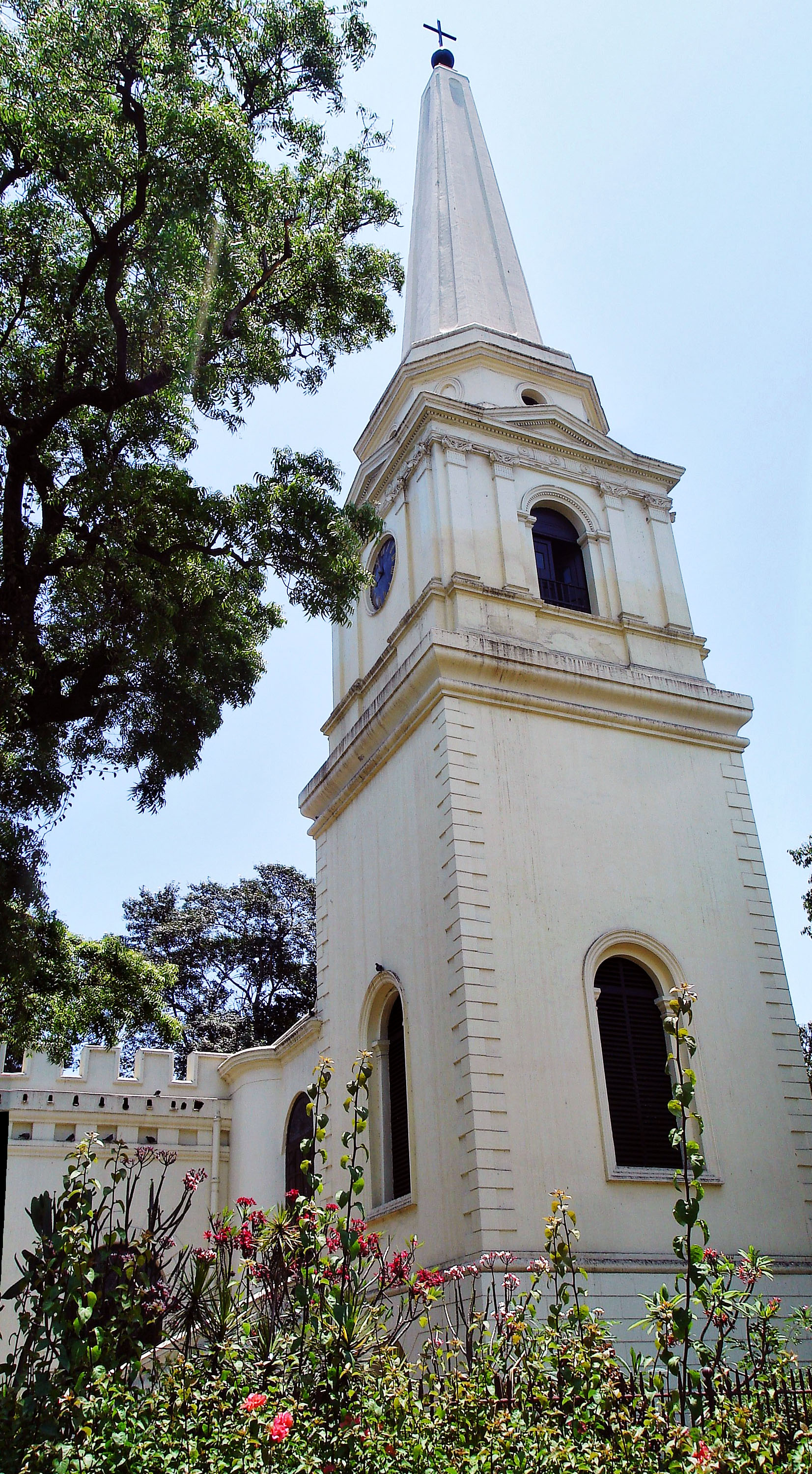
チェンナイ（マドラス）のセント・メアリーズ教会

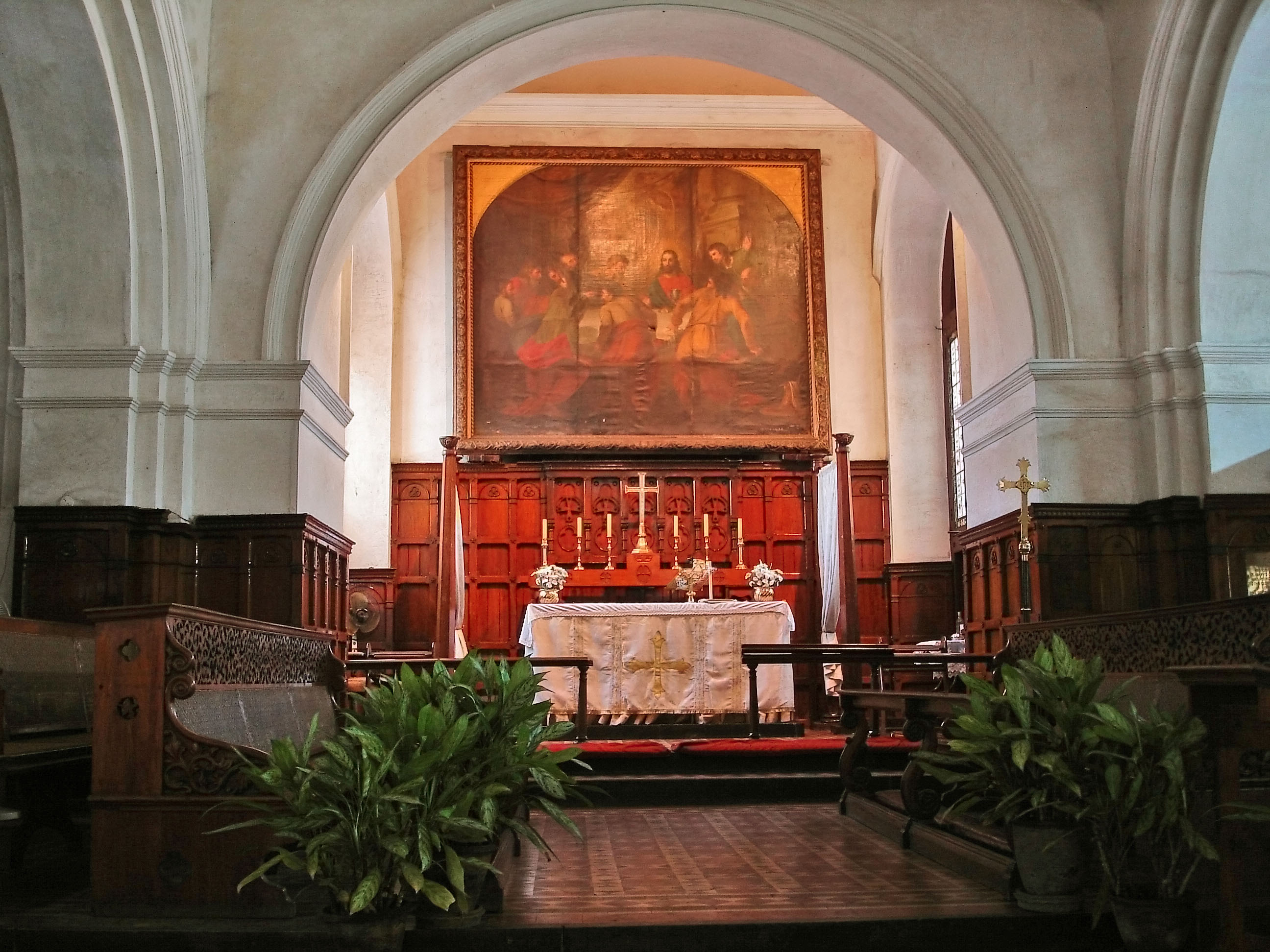
セント・メアリーズ教会内部

### 教会
セント・メアリーズ教会はインド最古の聖公会系教会。1678年から1680年に建設された。教会の中庭にある墓はインド最古のイギリス人の墓である。 
この古ぼけた祈りの家では、イギリス将校ロバート・クライブ、イギリス東インド会社総督エリフ・イェールの結婚式が行い、その後イェールは、アメリカにイェール大学を創設。セント・メアリーズ教会は東のウェストミンスター大寺院として広く知られた。

### 資料館
要塞資料館はインド統治法の記帳を展示している。この建物は1795年に完成し、マドラス銀行の事務所として使われた最初の建造物。大広間の階上には公共両替所と公共の集会所、宝くじの抽選会そして時折、宴会場として役立っている。これらの遺物はインドのイギリス統治法を思い起こさせる。この資料館の展示物はイギリス領インド帝国時代に遡った当時の武器、硬貨、メダル、勲章軍服、そしてその他のイギリス、フランスとインドからの工芸品などである。
インド統治法書簡の原文はロバート・クライブによって書かれ、コーンウォリス卿を読後魅了したもの。当時の古風な軍服も一揃い、観覧できるよう展示された。しかしながら玉にキズなのは、コーンウォリス卿の大げさな彫像である。

### インド総督ウェルズリーの住居
リチャード・ウェルズリーの住居の1階は、歴代総督と組織幹部達の肖像画が飾られた宴会場。カトリック教徒の総督リチャード・ウェルズリーが資料館の壁面の尾根を装飾した。
そして、14.5フィートのコーンウォリス卿の彫像が資料館の正面玄関にほど近い場所に建てられた。この彫像はイギリスのチャールズ銀行によって建立されてインドに運び込まれたものであった。彫像の台座には、マイソール王国 のティプー・スルターンの特使が人質に捕られたその2人の息子の身代金を引渡しの場でイギリスに支払うことが出来ず、混乱した当時の様子が詳細に描かれ刻まれている。